# Famille Forray
La famille Forray de Soborsin (en hongrois : soborsini Forray család) était une famille aristocratique hongroise.